# Rijksarchiefdienst
De Rijksarchiefdienst is een agentschap van het Ministerie van Onderwijs, Cultuur en Wetenschap dat belast is met de praktische uitvoering van de Archiefwet op landelijk en provinciaal niveau.
De Rijksarchiefdienst werd op 1 mei 1968 ingesteld als gevolg van de invoering van de nieuwe Archiefwet 1962. Het was een bundeling van de elf reeds lang bestaande Rijksarchieven in de provincie en het Algemeen Rijksarchief in Den Haag. Aan het hoofd stond een Centrale Directie geleid door de Algemene Rijksarchivaris, die tevens directeur was van het Algemeen Rijksarchief. In 1986 werd de dienst uitgebreid met het Rijksarchief in Flevoland.
Nadat tussen 1998 en 2005 de Rijksarchieven met één of meerdere andere culturele instellingen in de betreffende provincie waren gefuseerd en verzelfstandigd tot diensten die in algemene zin als Regionaal Historisch Centrum (RHC) worden aangeduid en het Algemeen Rijksarchief was verzelfstandigd tot Nationaal Archief, kreeg de Rijksarchiefdienst steeds meer de functie van schakel tussen het ministerie en de verzelfstandigde diensten in de provincies, waarin het Rijk nog wel voor een belangrijk maar per provincie wisselend aandeel deelneemt.